# Epalpus leucomelanus
Epalpus leucomelanus là một loài ruồi trong họ Tachinidae.